# Jalali (Uttar Pradesh)
Jalali es un pueblo y nagar Panchayat situado en el distrito de Aligarh en el estado de Uttar Pradesh (India). Su población es de 20238 habitantes (2011). 

## Demografía
Según el censo de 2011 la población de Jalali era de 20238 habitantes, de los cuales 10692 eran hombres y 9546 eran mujeres. Jalali tiene una tasa media de alfabetización del 56,23%, inferior a la media estatal del 67,68%: la alfabetización masculina es del 67,57%, y la alfabetización femenina del 43,48%.